# NGC 1728
NGC 1728 ist eine Spiralgalaxie vom Hubble-Typ Sa im Sternbild Eridanus am Südsternhimmel. Sie ist schätzungsweise 163 Millionen Lichtjahre von der Milchstraße entfernt und hat einen Durchmesser von etwa 95.000 Lichtjahren. Gemeinsam mit NGC 1721 und NGC 1725 bildet sie das isoliert gelegene Galaxientrio KTS 28.
Im selben Himmelsareal befindet sich u. a. die Galaxie NGC 1723.
Das Objekt wurde am 10. November 1885 von Edward Emerson Barnard entdeckt.